# Bituito
Bituito fu un re degli Arverni che combatté contro i Romani.
Bituito (o Bituit) era il figlio di Luernio, re di Arvernia; nel 121 a.C. venne sconfitto dai Romani guidati da Quinto Fabio Massimo Allobrogico e da Gneo Domizio Enobarbo, davanti a cui si era presentato con un esercito di 200.000 uomini. La battaglia avvenne lungo il Rodano, e la sconfitta fece perdere agli Arverni l'egemonia sulla Gallia, portando alla creazione della provincia romana della Gallia Narbonense e ad un lungo periodo di anarchia per gli Arverni.
In seguito Bituito partecipò al trionfo di Quinto Fabio Massimo, durante il quale indossò la sua corazza d'argento. Trascorse il resto della sua vita ad Alba Fucens assieme al figlio Congentiatos.